# 뒤처진 퍼텐셜
전자기학에서 뒤처진 퍼텐셜(retarded potential)은 뒤처진 시간 {\displaystyle t-x/c}에서의 전하 및 전류 분포만을 반영하는 전기 퍼텐셜 또는 자기 퍼텐셜이다.

## 정의
전기장과 자기장이 생성되는 원천(source)인 전하 밀도와 전류 밀도가 시간에 따라 변화하는 경우, 소스에서 거리가 떨어진 지점에서 퍼텐셜은 그 순간의 전하밀도와 전류밀도에 영향을 받는 것이 아니라 과거의 전하밀도와 전류밀도에 따라 결정된다.
그 순간의 원천의 상태에 따라 영향을 받는 것이 아니라 과거의 상태에 영향을 받는 이유는 원천의 상태를 내포한 정보가 전달될 때 시간이 걸리기 때문이다. 이는 상대성 이론에서 정보 전달의 속도가 빛의 속도로 유한하다는 원리를 반영한 것이다.

### 연속적 분포의 전하 밀도와 전류 밀도의 뒤처진 퍼텐셜
전하 밀도와 전류 밀도가 연속적으로 분포한 경우, 로렌츠 게이지 조건아래에서 뒤처진 스칼라 퍼텐셜 {\displaystyle V}와 뒤처진 벡터 퍼텐셜 {\displaystyle \mathbf {A} }는 다음과 같다.
{\displaystyle V(\mathbf {r} ,t)={\frac {1}{4\pi \epsilon _{0}}}\int {\frac {\rho (\mathbf {r'} ,t_{r})}{|\mathbf {r-r'} |}}d^{3}\mathbf {r} '}
{\displaystyle \mathbf {A} (\mathbf {r} ,t)={\frac {\mu _{0}}{4\pi }}\int {\frac {\mathbf {J} (\mathbf {r'} ,t_{r})}{|\mathbf {r-r'} |}}d^{3}\mathbf {r} '}
{\displaystyle t_{r}=t-{\frac {|\mathbf {r-r'} |}{c}}}
{\displaystyle \mathbf {r'} }은 원점과 원천 사이의 거리이고, {\displaystyle t_{r}}은 뒤처진 시간(retarded time)이다.

### 움직이는 점전하의 뒤처진 퍼텐셜
전하 밀도와 전류 밀도가 연속적으로 분포하는 것이 아니라 점전하가 움직이며 원천 역할을 하는 경우 로렌츠 게이지 조건 아래에서 뒤처진 스칼라 퍼텐셜 {\displaystyle V}와 뒤처진 벡터 퍼텐셜 {\displaystyle \mathbf {A} }는 다음과 같다.
{\displaystyle V(\mathbf {r} ,t)={\frac {1}{4\pi \epsilon _{0}}}{\frac {q}{|\mathbf {r-r'} |-(\mathbf {r-r'} )\cdot \mathbf {v} /c}}}
{\displaystyle \mathbf {A} (\mathbf {r} ,t)={\frac {\mu _{0}}{4\pi }}{\frac {q\mathbf {v} }{|\mathbf {r-r'} |-(\mathbf {r-r'} )\cdot \mathbf {v} /c}}}
여기서 {\displaystyle \mathbf {r} '}는 뒤처진 시간 {\displaystyle t_{r}}일 때 입자의 위치이고, {\displaystyle \mathbf {v} }는 뒤처진 시간 {\displaystyle t_{r}}일 때 입자의 속도이다. 이 퍼텐셜을 리에나르-비헤르트 퍼텐셜이라고 한다.

## 같이 보기
- 맥스웰 방정식
- 리에나르-비헤르트 퍼텐셜
- 렌츠의 법칙